# Oligotrichum obtusatum
Oligotrichum obtusatum är en bladmossart som beskrevs av Brotherus 1929. Oligotrichum obtusatum ingår i släktet Oligotrichum och familjen Polytrichaceae. Inga underarter finns listade i Catalogue of Life.